# Héctor Jorge Cassé
Héctor Jorge Cassé, nacido el 21 de junio de 1957 en  Salliqueló, Provincia de Buenos Aires, fue un futbolista argentino que se desempeñaba de arquero.

## Biografía
Era conocido como El Mudo Cassé, ya que tenía solo el 40% de audición en su oído derecho por una otitis mal curada de niño y había aprendido a leer los labios y fue un reconocido arquero de Temperley.
Esta dificultad no impidió que llegara a jugar en Primera División y ser un reconocido arquero del fútbol argentino; incluso convocado en alguna oportunidad por Carlos Bilardo a la selección nacional y partidos previos a la Copa América 1983 era el virtual cuarto guardameta de este equipo previos más para partidos amistosos de los años 1984 y 1985 y las Eliminatorias para el Mundial de México 1986 (Tercer Arquero) y en los Partidos Preparatorios de la Copa América Argentina 1987. En el año 1979, Antonio Ubaldo Rattín, entonces técnico de Gimnasia y Esgrima La Plata, lo hace debutar en primera división. Después fue a Temperley donde pasaría sus mejores años deportivos. La noche que Temperley logró el ascenso a la máxima categoría se convirtió en ídolo para los hinchas celestes. Fue en una histórica definición por penales (13 a 12) ante Atlanta. Esa noche en cancha de Huracán le atajó un penal a Hrabina y convirtió otro que entró agónicamente junto al poste. 
También jugó en Douglas Haig y Atlanta, entre otros equipos.
El 10 de noviembre de 2003, falleció a los 46 años, a causa de un tumor pulmonar.

## Trayectoria
| Club                                  | País      | Año         |
| ------------------------------------- | --------- | ----------- |
| Gimnasia y Esgrima de La Plata        | Argentina | 1979        |
| Temperley                             | Argentina | 1980 a 1986 |
| Quilmes                               | Argentina | 1986 a 1987 |
| Douglas Haig                          | Argentina | 1987 a 1989 |
| Club Deportivo Maipú de Mendoza       | Argentina | 1989 a 1990 |
| Central Córdoba (Santiago del Estero) | Argentina | 1990 a 1991 |
| Belgrano de San Nicolás               | Argentina | 1991 a 1992 |
| Atlanta                               | Argentina | 1992 a 1993 |
| Excursionistas                        | Argentina | 1994 a 1995 |
| Chascomus                             | Argentina | 1996        |
| Lezama                                | Argentina | 1996        |